# 9325 Stonehenge
9325 Stonehenge là một tiểu hành tinh vành đai chính với chu kỳ quỹ đạo là 1382.6030590 ngày (3.79 năm).
Nó được phát hiện ngày 3 tháng 4 năm 1989.